# Abadia de Quedlinburg
L'abadia de Quedlinburg (alemany:Reichsstift Quedlinburg) va ser una casa de canongesses seculars a Quedlinburg, en el que ara és Saxònia-Anhalt (Alemanya). Va ser fundada el 936 per iniciativa de Santa Matilde, vídua del rei Enric l'Ocellaire, a la seva memòria. Durant molts segles, les seves abadesses van gaudir de gran prestigi i influència.
L'abadia de Quedlinburg era un estat imperial i una de les aproximadament quaranta abadies imperials autònomes del Sacre Imperi romanogermànic. Va ser desmantellat el 1802/3.
Actualment, els edificis majoritàriament romànics són Patrimoni de la Humanitat de la Unesco. L'església, coneguda com a Stiftskirche St. Servatius, és utilitzada per l'Església Evangèlica Luterana.

## Història

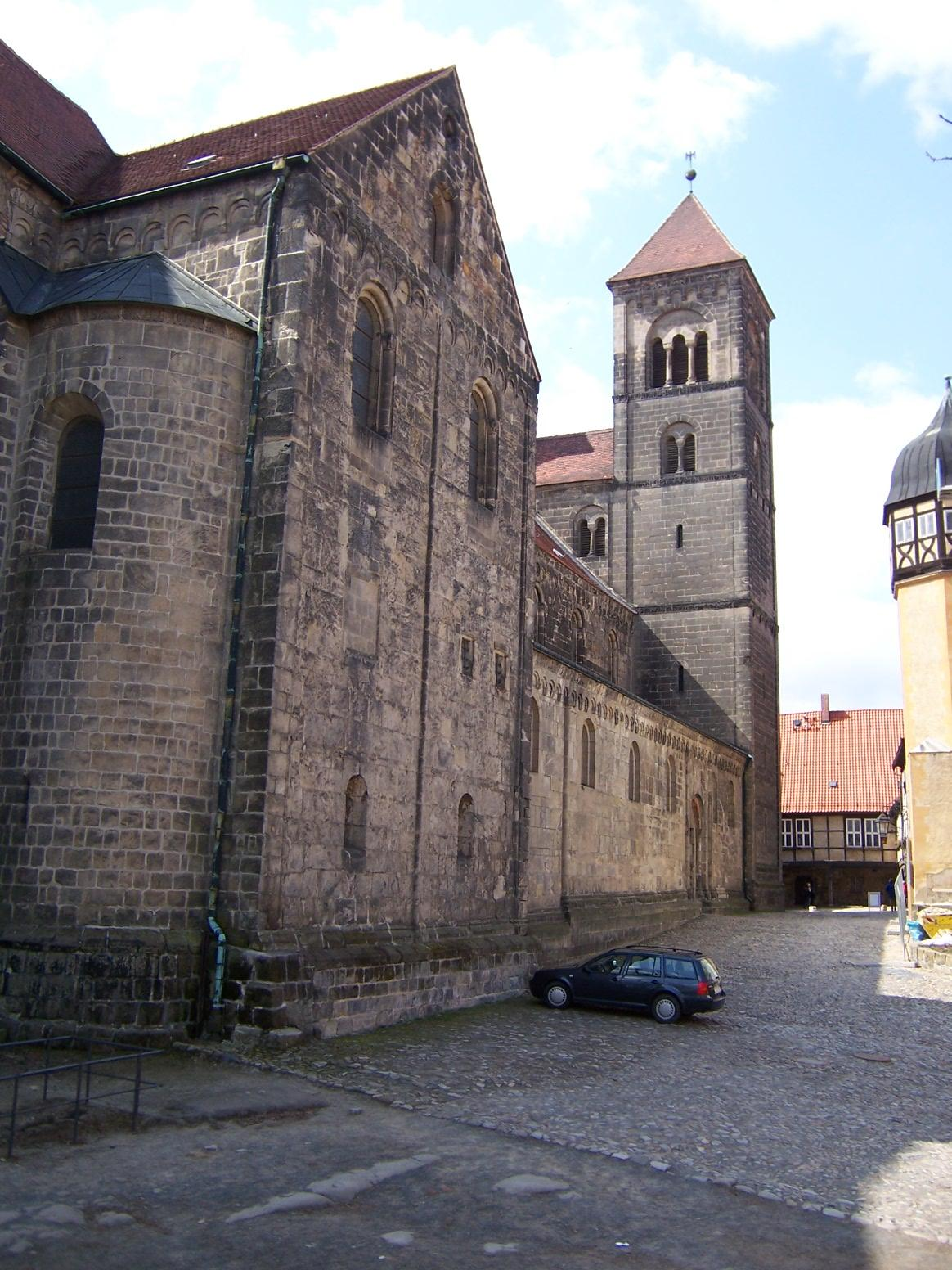
Antiga col·legiata de Sant Servatius a Quedlinburg, avui una església luterana

L'abadia de Quedlinburg va ser fundada al turó del castell de Quedlinburg a l'actual Saxònia-Anhalt el 936 pel rei Otó I, a petició de la seva mare, la reina Matilde, més tard canonitzada, en honor del seu difunt marit, el pare d'Otó, el rei Enric l'Ocellaire, i com el seu memorial. El mateix Enric va ser enterrat aquí, igual que Matilde.
La "Kaiserlich freie weltliche Reichsstift Quedlinburg" ("Abadia imperial lliure secular de Quedlinburg"), tal com era el seu nom complet era fins a la seva dissolució el 1802, consistia en una església propietària de la família imperial a la qual es va adjuntar una col·legiata de canonesses seculars (Stiftsdamen), una comunitat formada per les filles solteres de la noblesa major i de la reialesa que portaven una vida piadosa. Les fundacions més grans i més prominents d'aquest tipus van ser les abadies d'Essen, Gandersheim, Gernode, Colònia i Herford, en l'última de les quals la jove reina Matilde havia estat criada per la seva àvia, l'abadessa. A través dels esforços de la reina Matilde, l'abadia de Quedlinburg es va convertir en un dels centres escolars d'Europa occidental.
Gràcies a les seves connexions imperials, la nova fundació va atraure riques donacions i aviat va ser una comunitat rica i pròspera. Eclesiàsticament, l'abadessa estava exempta de la jurisdicció del seu ordinari, el bisbe d'Halberstadt, i sense cap superior, excepte el mateix Papa. Els bisbes d'Halberstadt es van veure constantment en disputes amb les abadesses, ja que afirmaven tenir jurisdicció espiritual sobre l'abadia en virtut de la subjecció de dones a homes.
L'abadessa, com a cap d'una Abadia Imperial, tenia seient i veu a la Dieta Imperial. Estava asseguda al banc dels Prelats de la Renània del Banc Eclesiàstic del Col·legi de Prínceps.
Durant la Reforma, l'abadia es va convertir en protestant, sota l'abadessa Anna II (comtessa de Stolberg).
En el curs de la mediatització alemanya de 1802 i 1803 l'abadia imperial es va secularitzar i el seu territori, propietats i assumptes van ser absorbits pel Regne de Prússia com a Principat de Quedlinburg. Entre 1807 i 1813 va pertànyer a l'estat titella francès de curta durada, el regne de Westfàlia.

## Dotacions

### Terres

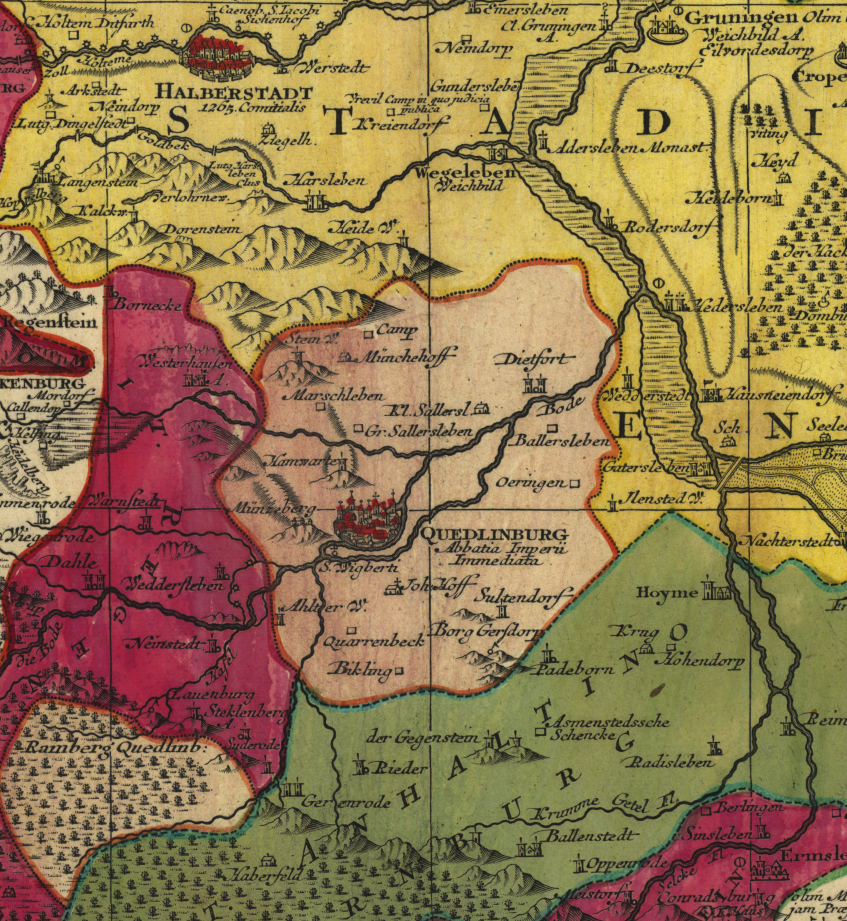
Territori de l'abadia de Quedlinburg, vers el 1750

En les primeres dècades després de la fundació, la comunitat va ser afavorida per nombroses donacions de territori, particularment per part de la família imperial. Totes les posteriors donacions (és a dir, de terrenys sense cultivar) a la immediata proximitat també eren seus, però a més adquiriren possessions molt més llunyanes, com Soltau, a 170 quilòmetres, donat per Otto I el 936.
Entre altres propietats, l'abadia també va rebre el següent:
- El 956, l'església de Sant Miquel al costat de la cova de Volkmarskeller (prop de Blankenburg am Harz) els va ser concedida per Otó I (posteriorment refundada per l'abadessa Beatriu II com l'abadia de Michaelstein)
- El 974 es va adquirir la localitat de Duderstadt, al sud-est de la Baixa Saxònia, que l'abadia va posseir durant 262 anys. El poble de Breitenfeld bei Duderstadt va pertànyer a l'abadia fins a la seva dissolució.[12]
- El 3 de juliol de 993 es va executar un acte de donació per part de l'emperador Otó III, que atorgava la propietat de Potsdam, de la qual cosa aquest és el primer testimoni documental. L'escriptura marca un punt d'inflexió en la lluita per recuperar el territori cap a l'est de l'Elba, de la qual el senyor franc oriental havia estat expulsat per l'aixecament eslau de 983.
- El 999 la província de Gera va passar a mans de l'abadia. El 1209 l'abadessa va nomenar el Vögte de Weida com a administrador del territori.
- Els regals de l'emperador Otó I: 936, 25 latifundis; 937, dos estaments; 944, una finca; 946, dos estaments; 954, una finca; 956, 11 finques; 961, 7 finques.
- Els regals de l'emperador Otto II: 974, finques; 979, una finca; 985, cinc finques.
- Els regals de l'emperador Otto III: 992, tres latifundis; 993, dos estaments; 995, quatre estaments; 999, una finca.
- Les adquisicions posteriors van assolir més de 150 establiments.[13]

### Tresor
Vegeu també: Robatori d'art medieval de Quedlinburg
L'abadia també va rebre nombrosos regals de llibres preciosos, manuscrits i objectes litúrgics, que es van emmagatzemar al tresor. La Deutsche UNESCO-Kommission descriu el tresor com "el tresor medieval més valuós de l'Església" al costat d' Aquisgrà i Halberstadt.
Al final de la Segona Guerra Mundial, alguns dels articles més valuosos van ser robats per un soldat nord-americà, Joe Tom Meador, incloent el reliquiari de Sant Servaci, des de l'època de Carles el Calb; l'evangeliari Samuhel del segle ix (Samuhel Evangeliar); l'evangeliari imprès de St. Wipert (Evangelistar aus St Wiperti) de 1513; i una pinta litúrgica d'ivori. Els articles robats van tornar a aparèixer el 1987 i després de molts litigis van ser retornats a l'església el 1993.

## Annals
L'abadia també es coneix com la casa dels "Anals de Quedlinburg" (llatí: Saxonicae Annales Quedlinburgenses, alemany: Quedlinburger Annalen), iniciats el 1008 i acabats en 1030 a l'abadia, molt possiblement per una escriptora. Quedlinburg va ser molt adequat per recollir informació sobre assumptes polítics actuals, tenint en compte les connexions amb la família imperial i la proximitat de Magdeburg, un centre imperial. Els "Anals" es refereixen principalment a la història del Sacre Imperi Romanogermànic.

## Història de l'edifici
La construcció de la basílica de tres naus sobre les restes de tres edificis predecessors va començar abans del 997 i va acabar el 1021. L'edifici immediat del predecessor on Enric I va ser enterrat inicialment el 936 davant l'altar principal havia estat una petita església de tres passades amb passadissos laterals estrets. En 961, les restes de Sant Servaci van ser portats de Maastricht a Quedlinburg.
La basílica fou consagrada el 997. Un incendi l'any 1070 va causar danys greus. L'edifici va ser reconstruït en la seva forma anterior, i va ser rededicat el 1129 en presència de Lotari III. L'església conté la característica arquitectònica coneguda com el niedersächsischer Stützenwechsel.
Les alteracions posteriors van incloure un nou cor (vers el 1320), el mur meridional del transsepte (1571) i el mur meridional de la nau (1708).
Es van fer importants treballs de renovació el 1863-82. Les torres occidentals van ser reconstruïdes. També es va afegir el púlpit en aquell moment i es va donar un nou front a la cripta. El 1936-9 es van fer canvis al cor per fer-lo més adequat com a santuari nazi. L'estructura gòtica va ser "retornada" internament a l'estil romànic. L'església va ser rededicada el 1945 i els treballs de restauració d'alguna part de l'església han estat en curs fins ara.

## Abadesses de Quedlinburg

Escut de Quedlimburg

- Matilde - 966–999
- Adelaida I - 999–1044
- Beatriu I - 1044–1062
- Adelaida II - 1062–1096
- Eilica - 1096–1110
- Agnès I - 1110–1125/6
- Gerberga - 1126–1137
- Beatriu II - 1137–1160
- Meregart - 1160–1161
- Adelaida III - 1161–1184
- Agnès II - 1184–1203
- Sofia I - 1203–1226
- Bertradis I - 1226–1230
- Cunagunda - 1230–1231
- Osterlinda - 1231–1233
- Gertrudis - 1233–1270
- Bertradis II - 1270–1308
- Jutta - 1308–1347
- Luitgard - 1347–1353
- Agnès III - 1354–1362
- Elisabet I - 1362–1375
- Margarida - 1376–1379
- Irmgard - 1379–1405
- Adelaida IV - 1405–1435
- Anna I - 1435–1458
- Heduvigis - 1458–1511
- Magdalena - 1511–1515
- Anna II - 1515–1574
- Elisabet II - 1574–1584
- Anna III - 1584–1601
- Maria - 1601–1610
- Dorotea - 1610–1617
- Dorotea Sofia - 1617–1645
- Anna Sofia I - 1645–1680
- Anna Sofia II - 1681–1683
- Anna Dorotea - 1684–1704
- Maria Elisabet - 1718–1755
- Anna Amàlia - 1756–1787
- Sofia Albertina - 1787–1803